# Сухая кость
«Суха́я ко́сть» (англ. Bone Dry) — американский фильм в жанре триллер, режиссёра Бретт А. Харт, вышедший на экраны в 2007 году.
Слоган фильма: «Некоторые секреты не останутся похороненными.» (англ. «Some secrets won't stay buried.»).

## Сюжет
Мужчина по имени Эдди, на своём автомобиле возвращается через пустыню домой. Внезапно на обочине дороги, на него нападает незнакомец. От удара по голове Эдди теряет сознание и находится в беспамятстве длительное время. Когда он очнулся, то увидел, что лежит на песке в пустыне, дороги не видно, а рядом только рация. По рации с ним связывается некий человек, называющий себя Джимми. Он говорит, что Эдди у него на прицеле и требует, чтобы тот шёл точно на север. Эдди понимая безвыходность своего положения подчиняется.
В ходе своего маршрута Джимми устраивает для Эдди различные испытания. К примеру, приковывает его полностью голого наручниками к огромному кактусу и чтобы выжить Эдди должен цепью перепилить растение. Случайно в игру вмешались два контрабандиста, которых Эдди убил и на их машине скрылся. Но пробитый радиатор не позволил ему далеко уехать, и он продолжил путь пешком. В итоге Эдди пришёл к заброшенному дому, в котором как оказалось несколько лет назад, он расстрелял семью Джимми. Джимми также пришёл к своему дому и после продолжительной схватки убивает Эдди.

## В ролях
| Актёр                | Роль       |
| -------------------- | ---------- |
| Люк Госс             | Эдди       |
| Лэнс Хенриксен       | Джимми     |
| Ди Уоллес            | Джоанна    |
| Том Тайни Листер мл. | Митч       |
| Дженнифер Сибел      | жена Эдди  |
| Карл Баффингтон      | Марти      |
| Ричард Ларсен        | Кук        |
| Джулия Селф          | Конни      |
| Чад Стэлкап          | Прайс      |
| Хадсон Темз          | сын Джимми |

## Интересные факты
- Съёмки фильма проходили с июля по август 2005 года.
- Премьера состоялась 17 мая 2007 года[1].